# Aeroportul Greenwood County
Aeroportul Greenwood County (IATA: GRD, ICAO: KGRD, FAA LID: GRD) este un aeroport din Carolina de Sud, Statele Unite ale Americii ce deservește zona Greenwood⁠(d). Aeroportul a fost tranzitat în 2019 de 12 pasageri. A fost numit după zona deservită.
Situat la o altitudine de 192 m, aeroportul dispune de 2 piste.

## Infrastructură

### Piste
Aeroportul dispune de 2 piste. Pista 05/23 are suprafața de asfalt și dimensiunile 3.600 picioare × 60 picioare. Pista 09/27 are suprafața de beton și dimensiunile 5.001 picioare × 100 picioare. 